# Luigi Sturzo
Luigi Sturzo (phát âm tiếng Ý: [luˈiːdʒi ˈsturtso] ⓘ; 26 tháng 11 năm 1871 – 8 tháng 8 năm 1959) là một linh mục Công giáo và chính trị gia nổi tiếng người Ý. Sinh thời, ông là một nhà hoạt động xã hội chủ nghĩa Kitô giáo và được coi là một trong những người tiên phong xây dựng cương lĩnh chính trị dân chủ Kitô giáo. Ông đồng sáng lập đảng Bình dân Ý vào năm 1919, đến năm 1924, ông bị buộc phải sống lưu vong sau khi phong trào phát xít tại Ý nổi lên nắm chính quyền; ông cũng đồng sáng lập Đảng Dân chủ Kitô giáo (Ý) vào năm 1943, tuy vậy ông chưa bao giờ làm đảng viên của đảng này. Trong thời gian lưu vong tại Luân Đôn và Thành phố New York, ông đã xuất bản hơn 400 bài báo với chủ đề phê phán chủ nghĩa phát xít (xuất bản sau khi ông qua đời với nhan đề Miscellanea Londinese). Án tuyên chân phước và tuyên thánh cho Linh mục Luigi Sturzo được mở vào ngày 23 tháng 3 năm 2002 và nhờ đó, ông được truy phong danh hiệu "Tôi tớ Chúa".

## Cuộc đời

### Xuất thân, gia đình, học vấn và thời gian làm linh mục
Luigi Sturzo sinh ngày 26 tháng 11 năm 1871 tại thành phố Caltagirone, đảo Sicilia, miền Nam nước Ý. Cha của Luigi Sturzo là ông Felice Sturzo và mẹ là bà Caterina Boscarelli. Một người họ hàng của ông là Giuseppe Sturzo từng làm thị trưởng Caltagirone từ năm 1864 và không rõ thời gian mãn nhiệm; một người họ hàng khác của của ông là Croce Sturzo thì từng viết về Vấn đề Roma. Ông có một người anh ruột là ông Mario (1 tháng 11 năm 1861 – 11 tháng 11 năm 1941), vị này là một nhà thần học danh tiếng và từng làm giám mục chính tòa Piazza Armerina; một người chị em song sinh là bà Emanuela (tên khác là Nelina); hai người em trai là các ông Luigi và Franco, về sau hai vị này trở thành những tu sĩ dòng Tên có tiếng tăm; và cuối cùng là hai người em gái là bà Margherita và nữ tu Remigia (hay Sơ Giuseppina). Từ năm 1883 đến năm 1886, ông học tại thành phố Acireale và sau thì lên học tại thành phố Noto. Từ năm 1888, ông vào chủng viện để học tập và đến ngày 19 tháng 5 năm 1894 thì được Giám mục Chính tòa Caltagirone là ông Saverio Gerbino phong chức linh mục tại nhà thờ Santissimi Salvatore, thị trấn Castrogiovanni (nay là Enna). Sau khi tốt nghiệp, Linh mục Sturzo làm giảng viên môn Triết học và Thần học tại Caltagirone; ngoài ra ông còn đảm nhiệm chức phó thị trưởng Caltagirone từ năm 1905 đến năm 1920. Năm 1898, ông lãnh văn bằng tiến sĩ Triết học tại Viện Giáo hoàng Đại học Gregorio ở thủ đô Roma nước Ý, rồi lại quay về và giảng dạy môn Triết học ở quê nhà Caltagirone từ năm 1898 cho đến năm 1903.
Cuối thập niên 1890, đầu thập niên 1900, Linh mục Sturzo đã quen biết Linh mục Giacomo Radini-Tedeschi. Trong lúc rảnh rỗi, Linh mục Sturzo ưa thích việc sưu tầm các tác phẩm gốm sứ cổ; khi còn làm Phó thị trưởng Caltagirone, ông từng mở một trường dạy nghề gốm vào năm 1918. Ông sáng lập ra tờ báo La Croce di Constantino tại Caltagirone vào năm 1897. Năm 1900, Linh mục Sturzo đã đề nghị vị giám mục giáo phận cho phép mình đi làm việc thừa sai ở Trung Quốc bất chấp hoàn cảnh ngặt nghèo của Hội Thánh tại đây, khi cuộc khởi nghĩa Nghĩa Hòa Đoàn vẫn còn đang diễn ra cách ác liệt và người Kitô hữu Trung Hoa phải chịu cảnh áp bức rất khổ sở; tuy nhiên, vị giám mục giáo phận đã từ chối không cho Linh mục Sturzo đi vì tình hình sức khỏe của ông chưa được ổn định. Từ năm 1915, Linh mục Sturzo hoạt động trong hiệp hội Azione Cattolica Italiana. Ông cũng có mối quan hệ thân thiết với chính khách, linh mục Romolo Murri. Nhờ hoạt động chính trị cách tích cực và cộng tác có hiệu quả với các đồng nghiệp, ông và các bạn đã thành công ngăn không cho Chủ tịch Hội đồng Bộ trưởng Giovanni Giolitti tái đắc cử nhiệm kỳ thứ sáu vào năm 1922 và mở đường cho ông Luigi Facta đảm nhiệm chức vụ này.

### Lãnh đạo đảng Bình dân Ý

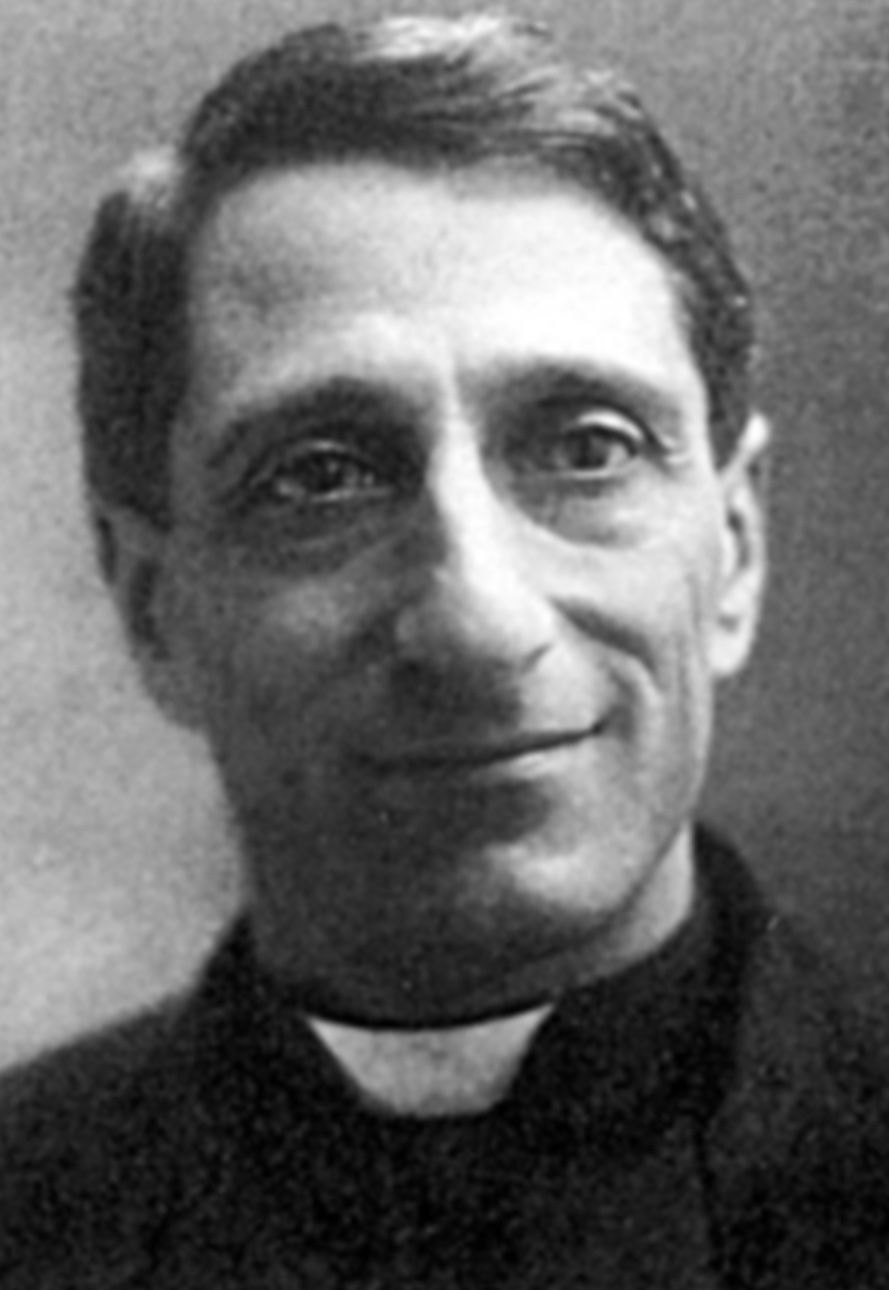
Ảnh chụp Linh mục Sturzo vào năm 1919

Linh mục Sturzo Sturzo là một trong những vị đồng sáng lập Đảng Bình dân Ý vào ngày 19 tháng 1 năm 1919. Việc đảng Bình dân Ý được thành lập, với sự cho phép của Giáo hoàng Benedictus XV, cho thấy Thành Vatican đã đảo ngược sắc lệnh Non Expedit (khuyến dụ người giáo dân Công giáo nước Ý tẩy chay các cuộc tổng tuyển cử) một cách ngấm ngầm và khiên cưỡng, mà sự thực thì sắc lệnh này đã không còn mang tính bắt buộc kể từ năm 1905, tức là gần 14 năm trước khi cuộc Tổng tuyển cử Ý năm 1919 diễn ra. Kết quả của cuộc tổng tuyển cử năm 1919 cho thấy đảng Bình dân Ý, mặc dù là một đảng mới thành lập, đã giành được hơn 20% số phiếu của cử tri cùng chiếm được 100 ghế trong Viện Dân biểu. Vào thời điểm đó, đảng Bình dân Ý đã trở thành một lực lượng chính trị hùng hậu trong nước Ý; từ năm 1919 đến năm 1922, không có một nội các nào được thành lập và duy trì mà không có sự góp mặt của đảng này. Thành Vatican tỏ thái độ phản đối khi đảng Bình dân Ý và đảng Xã hội Ý thành lập chính phủ liên hiệp với nhau, mặc dù đây là cách duy nhất để ngăn không cho phái phát xít Ý tham gia liên danh chấp chính, như cách mà các đời Chủ tịch Hội đồng Bộ trưởng Ý như Giolitti (1914), Bonomi (1921–1922) và Facta (1922) đã làm.
Linh mục Sturzo là một chính khách bền đỗ với chủ nghĩa chống phát xít. Trong bài báo mang tên Coscienza cristiana (1924) của mình, ông đã bàn về sự xung khắc giữa chủ nghĩa phát xít và đạo Công giáo. Bên cạnh đó, vị linh mục này cũng chỉ trích những phần tử theo chủ nghĩa phát xít giáo sĩ trị trong Tòa Thánh. Ông cũng từng viết một số tác phẩm luận bàn về tư tưởng của thánh Augustinus thành Hippo, Gottfried Wilhelm Leibniz, Giambattista Vico và Maurice Blondel nhằm giải thích thêm về khái niệm mà ông phản đối và đặt tên là "phép biện chứng của cái cụ thể" cùng coi như một cách thế để xoay trục sang chủ nghĩa duy tâm tuyệt đối và chủ nghĩa hiện thực kinh viện.
Nội bộ đảng Bình dân Ý ngày càng bày tỏ thái độ không thừa nhận đối với quyền lãnh đạo đảng của Linh mục Sturzo vào năm 1923. Đại hội Đảng Bình dân Ý nhóm họp tại thành phố Torino vào tháng 4 năm 1923 đã tái khẳng định bản chất trung dung và hợp hiến của đảng, cùng đưa ra lập trường chống phát xít của mình và được các đảng viên cấp cơ sở ủng hộ. Thành quả của Đại hội Torino đã vấp phải sự chống đối của Thủ tướng Mussolini và nhiều bộ trưởng của đảng Bình dân Ý đã bị vị này phế truất khỏi Hội đồng Bộ trưởng. Tác gia Richard A. Webster từng viết: "Chiến dịch vô pháp cùng quá khích của quân Áo đen nhằm chống lại các tổ chức Công giáo ngày càng trở nên mạnh mẽ hơn và đặt Don Sturzo trước mũi dùi của đám lều báo phát xít và chiến dịch bôi nhọ thô bỉ của chúng." Khi Thủ tướng Mussolini đe dọa trả đũa hàng giáo sĩ để răn đe vị thế đối lập của đảng Bình dân Ý, Linh mục Sturzo đã tuyên bố từ chức vị trí lãnh đạo đảng Bình dân Ý vào ngày 10 tháng 7 năm 1923, sau khi tham khảo ý kiến của Tòa Thánh.

## Danh mục
- De Grand, Alexander (1982). Italian Fascism: Its Origins & Development. Lincoln: University of Nebraska Press.
- Delzell, Charles F. (1980). "The Emergence of Political Catholicism in Italy: Partito Popolare, 1919–1926". Journal of Church and State. 22 (3): 543–546.
- Farrell-Vinay, Giovanna (2004). "The London Exile of Don Luigi Sturzo (1924–1940)". HeyJ. XLV. pp. 158–177.
- Molony, John N. (1977). The Emergence of Political Catholicism in Italy: Partito Popolare 1919–1926.
- Moos, Malcolm (1945). "Don Luigi Sturzo—Christian Democrat". The American Political Science Review. 39 (2): 269–292.
- Murphy, Francis J. (1981) "Don Sturzo and the Triumph of Christian Democracy". Italian Americana. 7 (1): 89–98.
- Pugliese, Stanislao G. (2001). Italian Fascism and Anti-Fascism: A Critical Anthology. Manchester: Manchester University Press.
- Riccards, Michael P. (1998). Vicars of Christ: Popes, Power, and Politics in the Modern World. New York: Herder & Herder.
- Schäfer, Michael (2004). "Luigi Sturzo as a Theorist of Totalitarianism". Totalitarianism and Political Religions. 1. London: Routledge. 39–57.